# Arfakhonungsfågel
Arfakhonungsfågel (Melipotes gymnops) är en fågel i familjen honungsfåglar inom ordningen tättingar.

## Utseende och läte
Arfakhonungsfågel är en medelstor honungsågel. Fjäderdräkten är mörkgrå med svart huvud och bröst. Vit streckning från övre delen av buken blir allt bredare bakåt på kroppen, för att övergå i helljust under stjärten. Tydligaste karaktären är en mycket stor gul fläck av bar hud runt ögat. Lätet består av en utdragen kväkande vissling, först stigande och sedan fallande.

## Utbredning och systematik
Fågeln förekommer på nordvästra Nya Guinea (Arfakbergen, Tamraubergen och Wandammenbergen). Den behandlas som monotypisk, det vill säga att den inte delas in i några underarter.

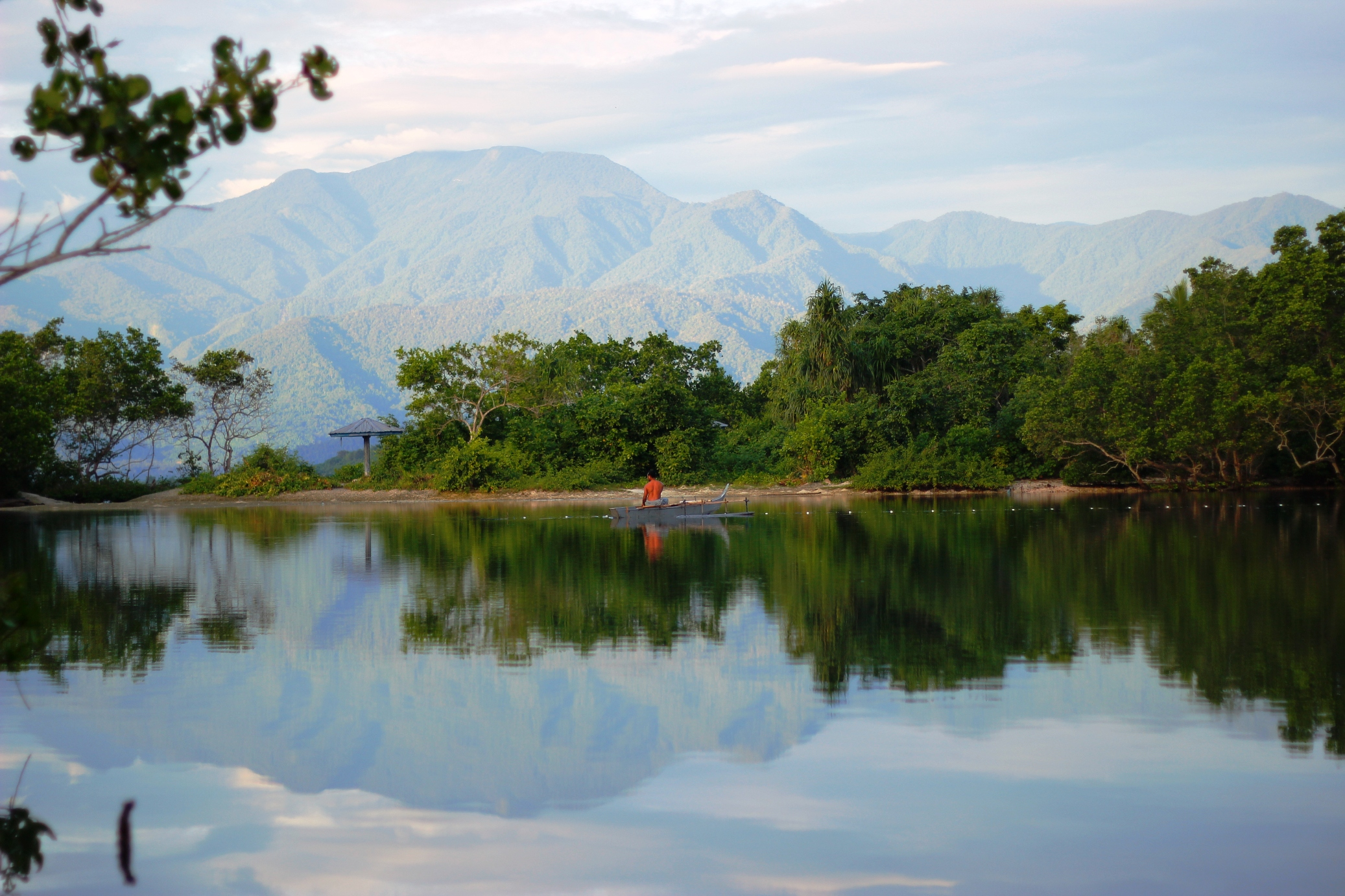
Fågeln har fått sitt namn efter Arfakbergen på Vogelkophalvön.

## Status
Arten har ett begränsat utbredningsområde, men beståndet anses vara livskraftigt. IUCN kategoriserar arten som livskraftig.